# Волф, Марек
| Открытые астероиды: 18                                  | Открытые астероиды: 18 |
| ------------------------------------------------------- | ---------------------- |
| (8229) Козелский [1]                                    | 28 декабря 1996        |
| (10390) Ленка [2]                                       | 27 августа 1997        |
| (10395) Йиркагорн [2]                                   | 23 сентября 1997       |
| (13390) Боушка [2]                                      | 18 марта 1999          |
| (24858) Диэтгелм [2]                                    | 2 января 1996          |
| (26973) Лала [2]                                        | 29 сентября 1997       |
| (27962) 1997 SY1 [2]                                    | 23 сентября 1997       |
| (27963) 1997 ST2 [2]                                    | 25 сентября 1997       |
| (29455) 1997 SX1 [2]                                    | 23 сентября 1997       |
| (33040) Pavelmayer                                      | 28 сентября 1997       |
| (36174) 1999 SW2 [1]                                    | 23 сентября 1999       |
| (38271) 1999 RW35 [2]                                   | 12 сентября 1999       |
| (40444) Палацкий [2]                                    | 12 сентября 1999       |
| (55933) 1998 FD73 [1]                                   | 30 марта 1998          |
| (155432) 1997 SS2 [1]                                   | 25 сентября 1997       |
| (157825) 1997 RE8 [1]                                   | 12 сентября 1997       |
| (193870) 2001 QF154 [1]                                 | 29 августа 2001        |
| (310383) 1995 SM                                        | 17 сентября 1995       |
| 1. совместно с Ленка Коткова 2. совместно с Петр Правец |                        |

Марек Волф (чеш. Marek Wolf) — это чешский астроном и первооткрыватель астероидов, который работает в обсерватории Ондржеёв. В период 1996 по 2001 год совместно с другим астрономами им было открыто в общей сложности 18 астероидов.
Не стоит его путать с известным немецким астрономом и первооткрывателем астероидов Макс Вольф (1863–1932).